# 松坂屋静岡店
松坂屋静岡店（まつざかや しずおかてん）は、静岡県静岡市葵区の静岡駅北口に位置する、大丸松坂屋百貨店（J.フロント リテイリング）が運営する百貨店である。

## 歴史
昭和初期、松坂屋や高島屋、三越など大都市の呉服店系百貨店は静岡市や浜松市などで出張販売を行っていた。静岡民友新聞には、1930年（昭和5年）5月7日～9日に静岡市寺町の若竹座で出張大売り出しを行う広告がみられる。
1930年、静岡駅前に土地を所有する静岡米穀肥料委託株式会社から松坂屋に対し、百貨店の誘致計画が持ち込まれた。当時の静岡市は、東海道沿いの都市では人口90万人の名古屋市、62万人の横浜市に次ぐ14万人規模で、駅前繁華街の入り口という好条件もあり進出を決定した。1932年2月、賃貸契約を締結するとともに、建物の建築資金援助を行う朝日興業株式会社を設立して着工した。施工は、松坂屋とつながりのある竹中工務店ではなく地元の勝呂組が請け負った。これには、地元の小売業者を刺激することを避ける目的があった。
松坂屋の進出が知れ渡ると、地元の小売業者らによる静岡実業協会は静岡愛市結盟団を結成し、反対運動を繰り広げた。この反対運動は1937年の第一次百貨店法制定の契機になったといわれるほど強硬であったが、消費者の間では松坂屋を歓迎する動きもあり、松坂屋進出促進同盟会を結成して、進出阻止に対する反対運動も起きた。静岡市には三越も進出を計画しており、1930年9月11日の静岡民友新聞は具体的な地名を挙げて報じると、静岡実業協会は反対を決議。同紙は9月23日付紙面で「静岡市の百貨店反対運動は時代遅れであり、清水市では百貨店を誘致し、静岡市の顧客を誘引することも考えている」旨を報じた。1932年8月18日に東京・日比谷公会堂で行われた全国小売業代表者大会では、静岡の松坂屋と宮城県仙台市の三越の進出に対し「断固中止すべし」と、個別に強い要望を挙げた。1931年12月8日には、松坂屋に先んじて地元呉服商から百貨店に転換した田中屋百貨店が開業した。
1932年11月20日、「東海随一の実用百貨店」を謳い、地下1階・地上6階建、鉄筋コンクリート構造の松坂屋静岡店本館と、木造2階建の事務棟が開館した。建築主は静岡米穀肥料委託で、松坂屋は建物を賃借して営業する形態をとった。1935年には、6階の一部と7階を増築した。松坂屋開業後は静岡駅の乗降客数は3割増となり、大型百貨店が中小小売店を含めた商業発展に寄与することが認識されたことから、百貨店反対の声も聞かれなくなった。
1940年1月15日正午過ぎ、松坂屋の西方にある新富町から出火（静岡大火）。折からの強風にあおられ、夕方には松坂屋静岡店も炎に包まれた。当日は松坂屋の他店は店休日であったが、食料品や防寒具、日用雑貨などをトラックに積み静岡へ急いだ。翌16日には、市内5か所に静岡県庁指定の日用品市場を開設し、市民の救援に当たった。2月1日には地下1階から2階にかけて、店舗の仮営業を開始。戦時下であったが、当局と交渉の末、1941年1月に鋼材の使用と店舗再建の許可が下りる。被災から2年3か月後の1942年4月1日に、全館の復興を果たした。しかし、1945年6月15日の静岡大空襲で地下と1階・5階の一部を残して類焼。この時、紺屋町の倉庫と浜松市・沼津市・清水市の出張所も全焼した。学生勤労奉仕隊や静岡刑務所の協力を得て店内の整備を行い、7月8日に医薬品や衣料品、日用雑貨などの販売を開始した。終戦となった9月1日より復旧工事を行い、12月に3・4・6階を復旧。1946年1月には2階の仮工事が完了。12月には7階の食堂を開業し、1947年には外壁の補修を終えた。
長らく空襲復旧後の姿をとどめていたが、第二次百貨店法制定を前に、1956年6月に本館東側に隣接して地上3階、一部5階建ての軽量鉄骨構造の新館が完成した。外装の全面改修は1957年2月28日に完成し、屋上には展望台が新設された。1960年代に入り、1964年の東海道新幹線開通、1969年の東名高速道路全通などにより静岡市は発展を遂げる。そして1970年6月には、西武百貨店が進出することとなった。迎えうつ松坂屋は、百貨店法に基づく通商産業省の認可を得て、第1期工事として本館の増築を1970年3月に完成させ、4月1日にオープン。次いで7階建て事務館の新築を同5月に完成させた。第2期工事では、静岡大火と空襲の二度にわたる被害を受けた部分を解体し建て直すものであり、1971年9月14日に開店した。1977年3月の西武百貨店の改装、同10月の田中屋伊勢丹新店オープンを受け、同年9月には全館改装を行い、婦人服売り場を拡充した。
1996年9月19日、本館北側の駐車場と事務館があった位置に地下2階・地上7階建の北館をオープンした。地下2階を駐車場、6・7階に事務室を置き、地下1階から5階にかけて、ファッションを中心とした売り場とした。バリアフリー性を高め、「静岡県福祉のまちづくり条例」第1号に認定されている。2006年3月31日、近隣の競合店であった西武百貨店静岡店閉店。折しも北館オープン10周年を迎えた松坂屋は、西武に入居していたブランドを迎え入れ、売り場の再構築を図った。2022年には、水族館開設などを含めた全面改装を実施した。

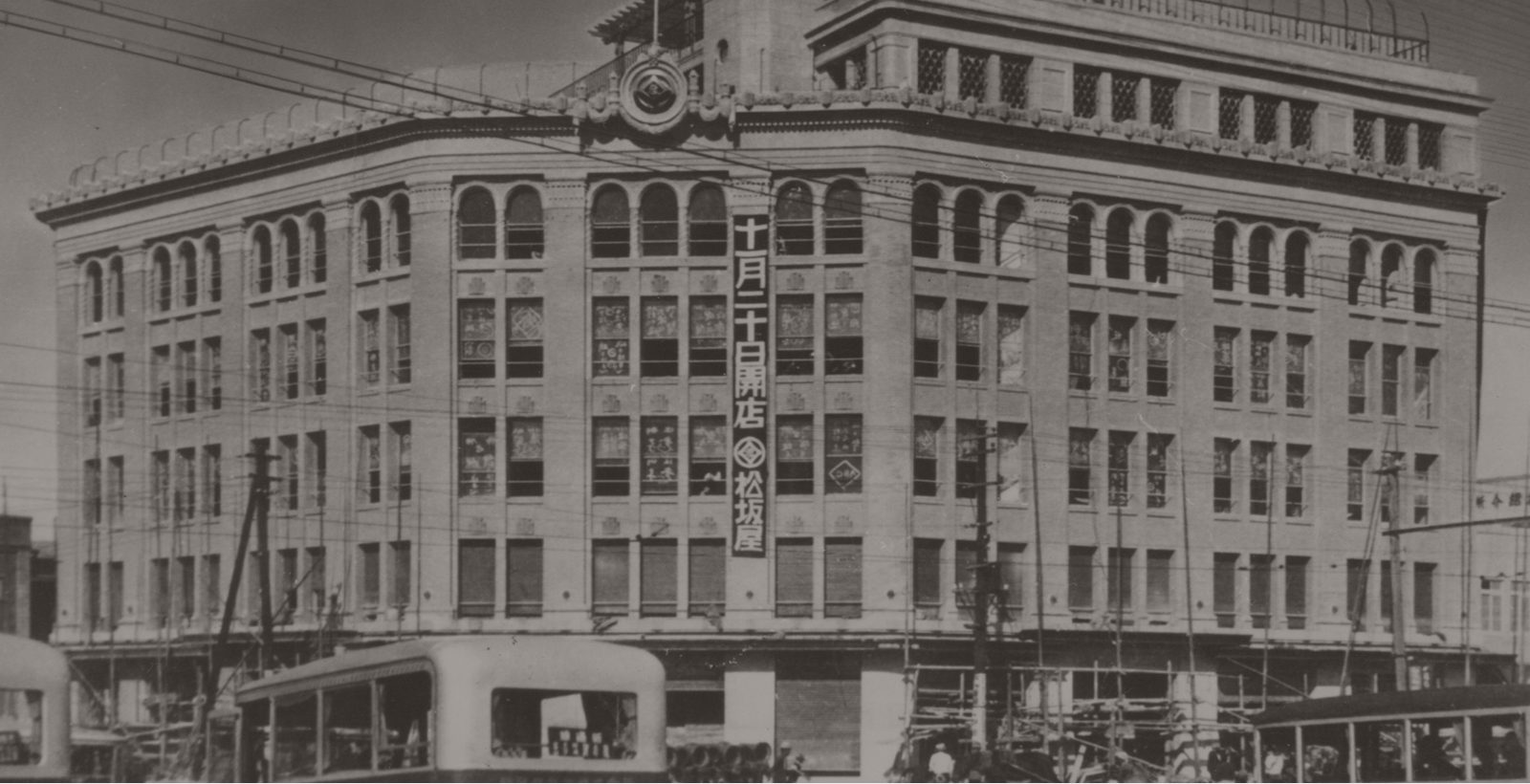
1932年、開店当時の静岡店。
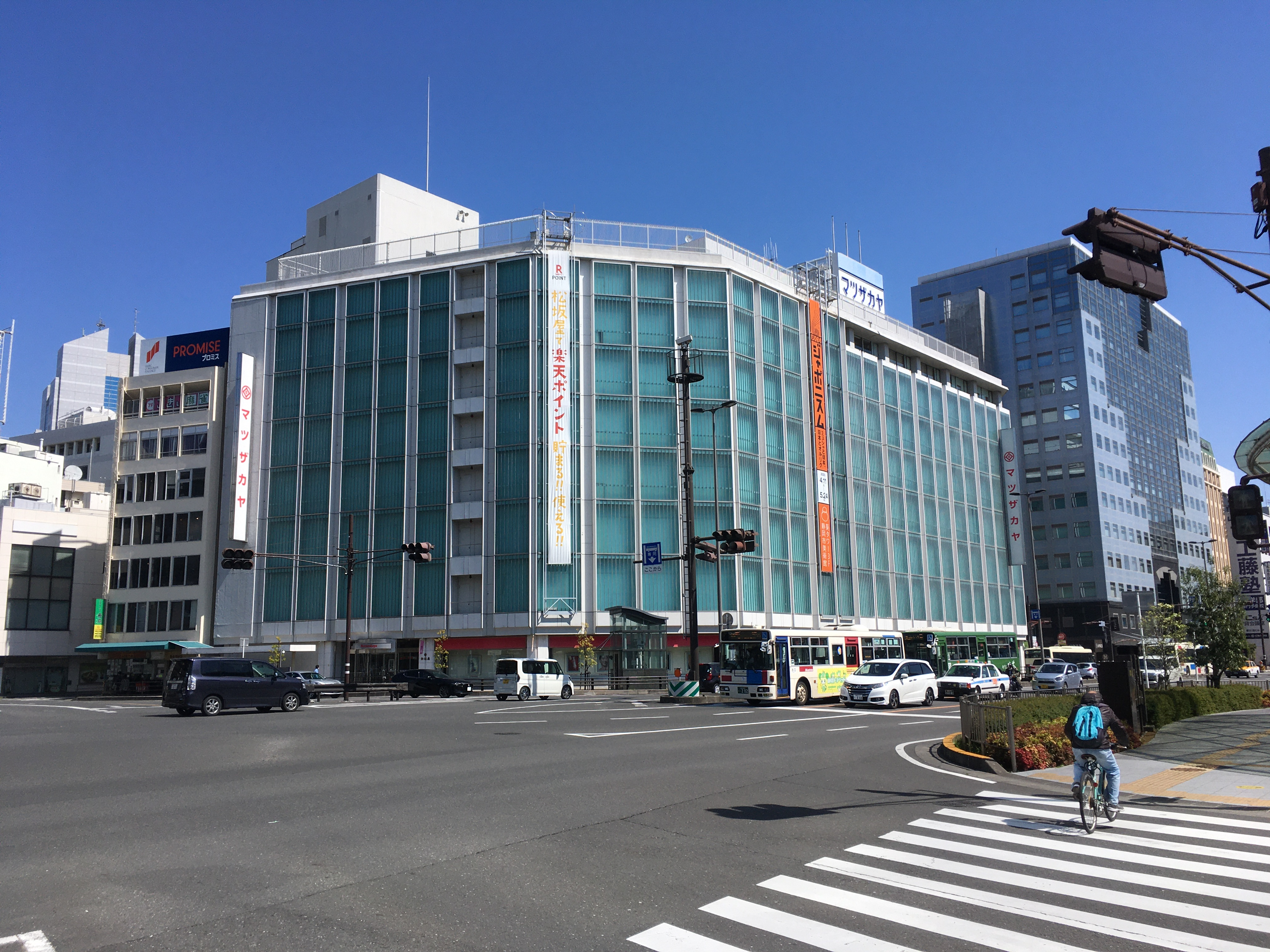
左図とほぼ同じ画角。2020年。

## 売場構成
駅前広場に面した本館と、東行き一方通行の道を挟んだ北館の2館からなり、両館は3階、5階と地下1階の通路で連絡している。本館・北館の地下1階は食料品売場で、本館からJR静岡駅への連絡通路が通じている。本館5・6階には、福岡県北九州市に本社を置くホームセンターの「ナフコtwo-one style」が百貨店に初進出し、寝具や家具などリビング用品を販売する。本館7階は44基の水槽で100種2,200匹を飼育する都市型水族館「スマートアクアリウム静岡」。香川県宇多津町の四国水族館や神戸市のアトアで実績のあるSMBC信託銀行が事業に参画し、2022年4月27日に開館した。本館8階は、催事場とレストラン街となっている
（最新の売り場については、公式サイトのフロアガイドを参照のこと。）

## 業績
J.フロント_リテイリング株式会社第15期定時株主総会招集通知に記載された事業内容によると、2021年3月 - 2022年2月の松坂屋静岡店の売上高は170億8千8百万円であった。近隣の競合店である静岡伊勢丹の2021年4月 - 2022年3月の売上高は154億3千4百万円で、拮抗している。